# Maurice Graef
Maurice Graef (né le 22 août 1969 à Horn) est un footballeur néerlandais, qui jouait en tant qu'attaquant.
Il a fini au rang de meilleur buteur du championnat des Pays-Bas D2 lors de la saison 1992-93.